# Merosargus angulatus
Merosargus angulatus är en tvåvingeart som beskrevs av Mcfadden 1971. Merosargus angulatus ingår i släktet Merosargus och familjen vapenflugor. Inga underarter finns listade i Catalogue of Life.